# Ѹ (слово ћирилице)
Оу оу (Оу оу; курзив: Оу оу), или Ꙋ ꙋ, је диграф раног ћириличног писма, иако се обично сматра и користи као једно слово. Зове се ук (стсл. оукъ). Била је то директна позајмица из грчког алфабета, где је комбинација ⟨ου⟩ (омикрон-упсилон) такође коришћена за представљање /у/.
Да би се уштедио простор, често је писана као вертикална лигатура (Ꙋ ꙋ), названа „монографија Ук”. У модерним временима, ⟨оу⟩ је замењено једноставним ⟨у⟩.

## Рачунарски кодови
| Знак                      | О                         | О                         | о                       | о                       | ᲂ                              | ᲂ                              | У                         | У                         | у                       | у                       |
| ------------------------- | ------------------------- | ------------------------- | ----------------------- | ----------------------- | ------------------------------ | ------------------------------ | ------------------------- | ------------------------- | ----------------------- | ----------------------- |
| Назив у Уникоду           | CYRILLIC CAPITAL LETTER O | CYRILLIC CAPITAL LETTER O | CYRILLIC SMALL LETTER O | CYRILLIC SMALL LETTER O | CYRILLIC SMALL LETTER NARROW O | CYRILLIC SMALL LETTER NARROW O | CYRILLIC CAPITAL LETTER U | CYRILLIC CAPITAL LETTER U | CYRILLIC SMALL LETTER U | CYRILLIC SMALL LETTER U |
| Врста кодирања            | децимална                 | хексадецимална            | децимална               | хексадецимална          | децимална                      | хексадецимална                 | децимална                 | хексадецимална            | децимална               | хексадецимална          |
| Уникод                    | 1054                      | U+041E                    | 1086                    | U+043E                  | 7298                           | U+1C82                         | 1059                      | U+0423                    | 1091                    | U+0443                  |
| UTF-8                     | 208 158                   | D0 9E                     | 208 190                 | D0 BE                   | 225 178 130                    | E1 B2 82                       | 208 163                   | D0 A3                     | 209 131                 | D1 83                   |
| Нумеричка референца знака | &#1054;                   | &#x41E;                   | &#1086;                 | &#x43E;                 | &#7298;                        | &#x1C82;                       | &#1059;                   | &#x423;                   | &#1091;                 | &#x443;                 |

| Знак                      | Ѹ                          | Ѹ                          | ѹ                        | ѹ                        | Ꙋ                                    | Ꙋ                                    | ꙋ                                  | ꙋ                                  | ᲈ                                  | ᲈ                                  |
| ------------------------- | -------------------------- | -------------------------- | ------------------------ | ------------------------ | ------------------------------------ | ------------------------------------ | ---------------------------------- | ---------------------------------- | ---------------------------------- | ---------------------------------- |
| Назив у Уникоду           | CYRILLIC CAPITAL LETTER UK | CYRILLIC CAPITAL LETTER UK | CYRILLIC SMALL LETTER UK | CYRILLIC SMALL LETTER UK | CYRILLIC CAPITAL LETTER MONOGRAPH UK | CYRILLIC CAPITAL LETTER MONOGRAPH UK | CYRILLIC SMALL LETTER MONOGRAPH UK | CYRILLIC SMALL LETTER MONOGRAPH UK | CYRILLIC SMALL LETTER UNBLENDED UK | CYRILLIC SMALL LETTER UNBLENDED UK |
| Врста кодирања            | децимална                  | хексадецимална             | децимална                | хексадецимална           | децимална                            | хексадецимална                       | децимална                          | хексадецимална                     | децимална                          | хексадецимална                     |
| Уникод                    | 1144                       | U+0478                     | 1145                     | U+0479                   | 42570                                | U+A64A                               | 42571                              | U+A64B                             | 7304                               | U+1C88                             |
| UTF-8                     | 209 184                    | D1 B8                      | 209 185                  | D1 B9                    | 234 153 138                          | EA 99 8A                             | 234 153 139                        | EA 99 8B                           | 225 178 136                        | E1 B2 88                           |
| Нумеричка референца знака | &#1144;                    | &#x478;                    | &#1145;                  | &#x479;                  | &#42570;                             | &#xA64A;                             | &#42571;                           | &#xA64B;                           | &#7304;                            | &#x1C88;                           |